# Natronski postupak
Natronski postupak ili soda postupak je sličan sulfatnom postupku kod proizvodnje papira, u kojem je aktivna alkalija natrijev hidroksid, a lug se regenerira natrijevim karbonatom. Najviše se danas primjenjuje sulfatni postupak (dobiva se sulfatna celuloza u obliku dugih i čvrstih vlakana), u kojem se celulozna masa nakon iskuhavanja (5 sati na 100 do 180 °C) s natrijevim hidroksidom i natrijevim sulfidom odvaja od preostaloga luga, čisti, pere i po potrebi izbjeljuje. Lug se regenerira isparavanjem, dodavanjem natrijeva sulfata radi nadoknade potrošenog natrija, spaljivanjem i kaustificiranjem. Zbog manje obojenosti proizvoda prije bijeljenja, prije se više primjenjivao sulfitni postupak, zbog manje obojenosti proizvoda prije bijeljenja, u kojem se za iskuhavanje sirovine upotrebljavala sumporasta kiselina i kalcijev hidrogensulfit. U tom se postupku lug nije regenerirao (obnavljao), a njegovo je sekundarno iskorištavanje bilo ograničeno. Djelomična regeneracija luga moguća je upotrebom magnezijeva hidrogensulfita, što je u ekološkom smislu mnogo povoljnije.

## Drvna celuloza
Udjel celuloze u drvnoj masi iznosi obično nešto više od 40%. Svrha je kemijskih postupaka za dobivanje celuloze iz drveta da se ukloni lignin, kako bi se drvna masa pretvorila u vlaknastu kašu. Glavni kemijski postupci, koji se razlikuju prema reagensima upotrijebljenim za delignifikaciju drveta, jesu sulfitni i sulfatni, dok je natronski postupak izgubio na važnosti i rijetko se primjenjuje.
Najprije je bio otkriven natronski postupak, a potom sulfatni. Natronskim se postupkom dobije slabija celuloza s niskim iskorištenjem, dok se sulfatnim dobije mehanički jaka celuloza. S obzirom na to da su obje vrste celuloze jake smeđe boje i teško bijeljive, upotreba tih celuloza je dugo vremena bila ograničena samo za ovojne papire i papire za vreće. Tek uveđenjem višestupanjskog bjeljenja je i ta celuloza ušla u proces proizvodnje papira. Danas se najviše celuloze proizvodi upravo sulfatnim postupkom, jer se njime mogu preraditi sve vrste drveta pa i one koje sadrže veće postotke smole, zatim jednogodišnje biljke, trstike, mehaničke karakteristike su bolje nego kod sulfitne celuloze, spaljivanjem otpadne lužnice je moguća regeneracija alkalija, te su smanjeni problemi s otpadnim vodama, drvo nije potrebno tako dobro očistiti, kao kod sulfitnog postupka.